# Chiến tranh Ba Lan – Ukraina
Chiến tranh Ba Lan – Ukraina, diễn ra từ tháng 11 năm 1918 đến tháng 7 năm 1919, là cuộc xung đột giữa Cộng hòa Ba Lan thứ hai và các lực lượng Ukraina (cả Cộng hòa Nhân dân Tây Ukraina và Cộng hòa Nhân dân Ukraina). Xung đột bắt nguồn từ sự khác biệt về sắc tộc, văn hóa và chính trị giữa các cư dân người Ba Lan và người Ukraina sống trong khu vực, trong khi Ba Lan và cả hai nước cộng hòa Ukraina đều là quốc gia kế thừa của các đế quốc Nga và Áo đã bị giải thể. Chiến tranh bắt đầu tại Đông Galicia sau khi Đế quốc Áo-Hung tan rã, và lan sang các vùng từng thuộc Đế quốc Nga là Kholm (Chełm) và Volyn (Wołyń). Ba Lan tái chiếm lãnh thổ tranh chấp vào ngày 18 tháng 7 năm 1919.

## Bối cảnh

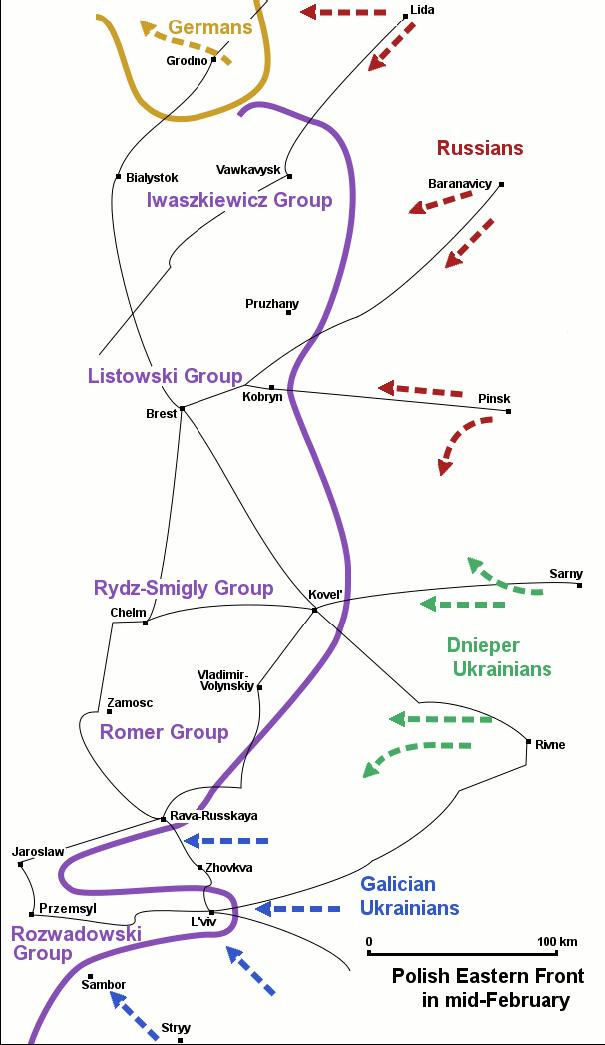
Chiến tranh Ba Lan–Ukraina và Ba Lan–Xô viết đầu năm 1919.

Nguồn gốc của xung đột nằm ở tình hình dân tộc phức tạp tại Galicia vào đầu thế kỷ 20. Do Nhà Habsburg khoan dung tương đối với các dân tộc thiểu số, Áo-Hung là nền tảng hoàn hảo cho sự phát triển của cả các phong trào dân tộc Ba Lan và Ukraina. Trong Cách mạng 1848, Áo lo ngại trước các yêu cầu của người Ba Lan về quyền tự trị lớn hơn trong tỉnh, nên họ ủng hộ một nhóm nhỏ người Ruthenia, là tên gọi của những người Đông Slav sau này chấp nhận tên là "người Ukraina" hoặc "người Rusyn"; mục tiêu của người Ruthenia là được công nhận là một dân tộc riêng biệt.
Các trường dạy tiếng Ruthenia được thành lập, các đảng chính trị Ruthenia được thành lập và bắt đầu có những nỗ lực để phát triển văn hóa dân tộc của họ. Điều này gây ngạc nhiên cho một số người Ba Lan,  vì cho đến trước cuộc cách mạng họ cùng với hầu hết những người Ruthenia có ý thức chính trị cho rằng người Ruthenia là một phần của "dân tộc Ba Lan", lúc đó được định nghĩa theo thuật ngữ chính trị thay vì dân tộc học. Vào cuối thập niên 1890 và những thập kỷ đầu tiên của thế kỷ 20, giới trí thức dân túy Ruthenia sử dụng thuật ngữ người Ukraina để mô tả dân tộc của họ. Họ nỗ lực quảng bá văn hóa dân tộc, bao gồm các nỗ lực hướng tới tiêu chuẩn hóa ngôn ngữ Ukraina, đồng thời thành lập và hỗ trợ các tổ chức văn hóa Ukraina như hiệp hội khoa học, nhà hát và bảo tàng dân tộc tại Lviv; bắt đầu từ đầu thế kỷ 20, ý thức dân tộc phát triển trong cộng đồng dân cư Ruthenia, lúc này họ chủ yếu là người dân nông thôn.
Nhiều sự cố giữa hai dân tộc xảy ra trong suốt cuối thế kỷ 19 và đầu thế kỷ 20. Chẳng hạn như giới cầm quyền Ba Lan phản đối người Ukraina trong cuộc bầu cử nghị viện năm 1897. Một cuộc xung đột khác phát triển vào năm 1901 đến năm 1908 xung quanh Đại học Lviv vì sinh viên Ukraina yêu cầu một trường đại học Ukraina riêng biệt, nhưng sinh viên và giảng viên Ba Lan cố gắng đàn áp phong trào. Đến năm 1903, cả người Ba Lan và người Ukraina đều tổ chức các hội nghị riêng biệt tại Lviv: người Ba Lan vào tháng 5 và người Ukraina vào tháng 8. Sau đó, hai phong trào dân tộc phát triển với mục tiêu trái ngược nhau, là nguyên nhân dẫn đến xung đột sau này.
Thành phần dân tộc của Galicia là nguyên nhân dẫn đến xung đột giữa người Ba Lan và người Ukraina tại đây. Tỉnh Galicia của Áo bao gồm lãnh thổ tỉnh Ruthenia là một phần của Ba Lantừ năm 1434, và bị Áo chiếm giữ vào năm 1772 trong phân chia Ba Lan lần đầu tiên. Vùng đất này bao gồm lãnh thổ có tầm quan trọng lịch sử đối với Ba Lan, bao gồm cố đô Kraków, và có phần lớn dân số là người Ba Lan, nhưng Đông Galicia bao gồm vùng trung tâm của lãnh thổ lịch sử Galicia-Volyn và có người Ukraina chiếm đa số. Ở miền đông Galicia, người Ukraina chiếm khoảng 65% dân số và người Ba Lan chỉ chiếm 22% dân số.
Trong số 44 đơn vị hành chính của miền đông Galicia thuộc Áo, Lviv (tiếng Ba Lan: Lwów, tiếng Đức: Lemberg) là thành phố lớn nhất và là thủ phủ tỉnh, cũng là nơi duy nhất mà người Ba Lan chiếm đa số dân số. Ở Lviv, dân số năm 1910 có xấp xỉ 60% là người Ba Lan và 17% là người Ukraina. Người Ba Lan nhìn nhận Lviv là một trong những thủ đô văn hóa của Ba Lan và việc không kiểm soát được thành phố là điều không thể tưởng tượng được đối với họ.
Sự phân chia tôn giáo và sắc tộc tương ứng với phân tầng xã hội. Tầng lớp xã hội hàng đầu của Galicia là quý tộc Ba Lan hoặc hậu duệ của dòng dõi quý tộc Rus' đã bị Ba Lan hóa trong quá khứ, nhưng ở miền đông của tỉnh, người Ruthenia (người Ukraina) chiếm đa số nông dân. Người Ba Lan và người Do Thái kiểm soát phần lớn quá trình phát triển thương mại và công nghiệp tại Galicia vào cuối thế kỷ 19.
Trong suốt thế kỷ 19 và đầu thế kỷ 20, người Ukraina địa phương cố gắng thuyết phục Áo chia Galicia thành các tỉnh miền Tây (người Ba Lan) và miền Đông (người Ukraina). Người Ba Lan địa phương phản đối và cản trở các nỗ lực này, họ lo sợ mất quyền kiểm soát Lviv và Đông Galicia. Áo cuối cùng đồng ý trên nguyên tắc về việc chia tách tỉnh Galicia. Vào tháng 10 năm 1916, Hoàng đế Karl I hứa sẽ làm như vậy sau khi chiến tranh kết thúc.

## Khúc dạo đầu
Do sự can thiệp của Đại công tước Wilhelm của Áo, một người mang bản sắc Ukraina và tự coi mình là một người Ukraina ái quốc, vào tháng 10 năm 1918, hai trung đoàn chủ yếu là binh sĩ Ukraina đóng quân tại Lemberg (Lviv hiện đại). Khi chính phủ Áo-Hung sụp đổ, vào ngày 18 tháng 10 năm 1918, Hội đồng Quốc gia Ukraina (Rada) được thành lập, bao gồm các thành viên người Ukraina trong quốc hội Áo và các hội đồng lập pháp khu vực Galicia và Bukovina, cũng như các nhà lãnh đạo của các đảng chính trị Ukraina. Hội đồng công bố ý định thống nhất các vùng đất Tây Ukraina thành một quốc gia duy nhất.  Khi người Ba Lan đang tiến hành các bước đi nhằm tiếp quản Lviv và Đông Galicia, Đại úy Dmytro Vitovsky của quân súng trường Sich dẫn đầu nhóm sĩ quan trẻ Ukraina thực hiện một hành động quyết định và trong đêm 31 tháng 10 –  ngày 1 tháng 11, các đơn vị quân đội Ukraina, bao gồm 1.400 binh sĩ và 60 sĩ quan, nắm quyền kiểm soát Lviv. Cộng hòa Nhân dân Tây Ukraina được tuyên bố thành lập vào ngày 13 tháng 11 năm 1918, với thủ đô là Lviv.
Thời điểm tuyên bố thành lập nền cộng hòa đã khiến người dân và giới cầm quyền dân tộc Ba Lan bất ngờ. Nước cộng hòa Ukraina mới tuyên bố chủ quyền đối với Đông Galicia, bao gồm dãy núi Karpat cho đến thành phố Nowy Sącz ở phía Tây, cũng như Volyn, Ruthenia Karpat và Bukovina (hai lãnh thổ cuối cũng lần lượt được Hungary và Romania yêu sách chủ quyền). Mặc dù phần lớn dân số của Cộng hòa Nhân dân Tây Ukraina là người Ukraina, nhưng nhiều khu dân cư đô thị có đa số là người Ba Lan. Tại Lviv, cư dân Ukraina nhiệt tình ủng hộ tuyên bố này. Cộng đồng thiểu số Do Thái đáng kể của thành phố chấp nhận hoặc giữ thái độ trung lập đối với tuyên bố của người Ukraina, trong khi người Ba Lan chiếm đa số của thành phố bị sốc khi thấy mình ở trong một nhà nước Ukraina được tuyên bố thành lập. Do Cộng hòa Nhân dân Tây Ukraina chưa được quốc tế công nhận và ranh giới của Ba Lan vẫn chưa được xác định, nên vấn đề quyền sở hữu lãnh thổ tranh chấp được giảm xuống thành một vấn đề kiểm soát quân sự.

## Chiến tranh

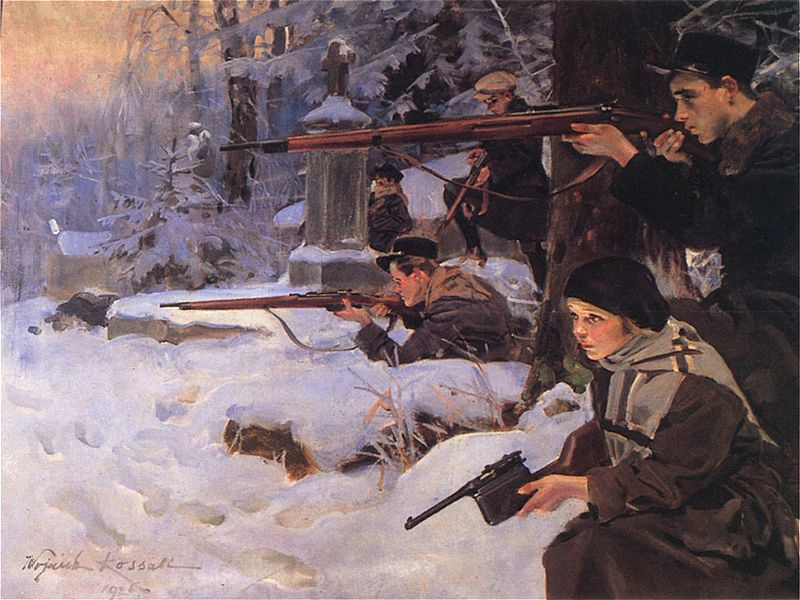
"Các đại bàng Lwów – bảo vệ nghĩa trang" của Wojciech Kossak (1926). Bảo tàng Lục quân Ba Lan, Warszawa.
Một bức tranh mô tả thanh niên Ba Lan trong Trận Lemberg (1918) (trong lịch sử Ba Lan gọi là Phòng thủ Lwów) chống lại Cộng hòa Nhân dân Tây Ukraina.

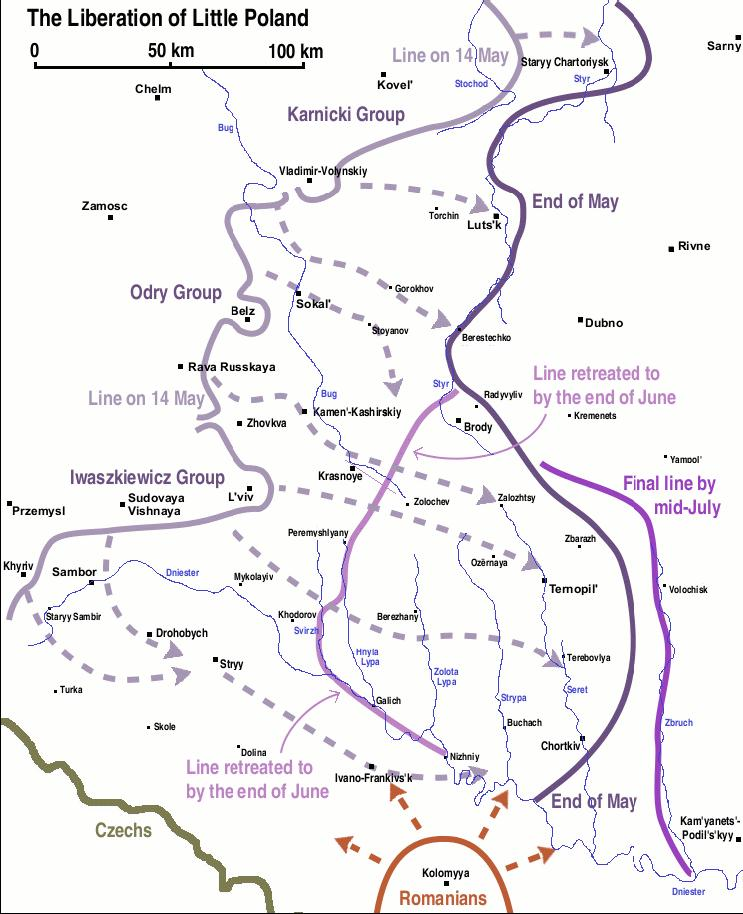
Giai đoạn cuối của Chiến tranh Ba Lan-Ukraina.

### Giai đoạn đầu
Giao tranh giữa các lực lượng Ukraina và Ba Lan tập trung xung quanh Lviv được Tây Ukraina tuyên bố là thủ đô, và các tuyến đường tiếp cận thành phố này. Tại Lviv, quân Ukraina gặp chống đối từ các đơn vị tự vệ địa phương, chúng được thành lập chủ yếu từ các cựu chiến binh trong thế chiến, sinh viên và trẻ em. Tuy nhiên, khả năng chỉ huy khéo léo, chiến thuật tốt và tinh thần cao khiến người Ba Lan có thể chống lại các cuộc tấn công được lên kế hoạch kém của người Ukraina. Ngoài ra, người Ba Lan còn có thể khéo léo câu giờ và chờ đợi quân tiếp viện thông qua việc thỏa thuận ngừng bắn với người Ukraina. Trong khi người Ba Lan có thể trông cậy vào nền tảng ủng hộ rộng rãi từ dân chúng thành phố, thì phía Ukraina chủ yếu phụ thuộc vào giúp đỡ từ bên ngoài thành phố. Các cuộc nổi dậy khác chống lại quyền cai trị của Tây Ukraina nổ ra tại Drohobych, Przemyśl, Sambir và Jarosław. Tại Przemyśl, binh sĩ Ukraina địa phương nhanh chóng giải tán về nhà của họ và người Ba Lan chiếm giữ các cây cầu bắc qua sông San và tuyến đường sắt đến Lviv, tạo điều kiện cho lực lượng Ba Lan tại thành phố này có được tiếp viện đáng kể.
Sau hai tuần giao tranh ác liệt tại Lviv, một đơn vị vũ trang dưới quyền chỉ huy của Trung tá Michał Karaszewicz-Tokarzewski của Lục quân Ba Lan mới thành lập đã vượt qua vòng vây của Ukraina vào ngày 21 tháng 11 và đến thành phố.  Người Ukraina đã bị đẩy lùi. Ngay sau khi Ba Lan chiếm được thành phố, một số dân quân Do Thái địa phương tấn công các binh sĩ Ba Lan, đồng thời một số thành phần của lực lượng Ba Lan cũng như tội phạm thông thường tiến hành cướp phá các khu Do Thái và Ukraina trong thành phố, giết chết khoảng 340 thường dân. Người Ba Lan cũng giam giữ một lượng lớn các nhà hoạt động Ukraina trong trại giam. Chính phủ Ukraina cung cấp hỗ trợ tài chính cho các nạn nhân Do Thái trong bạo lực và có thể chiêu mộ một tiểu đoàn Do Thái vào quân đội của họ. Một số phe phái đổ lỗi những hành động tàn bạo này cho Lam quân của Tướng Haller. Điều này khó xảy ra vì lực lượng chiến đấu do Pháp huấn luyện và hỗ trợ này đã không rời Pháp và Mặt trận phía Tây cho đến tháng 4 năm 1919, sau khi cuộc bạo loạn xảy ra.
Vào ngày 9 tháng 11, quân Ba Lan cố gắng bất ngờ chiếm giữ các mỏ dầu Drohobych, nhưng do quân Ukraina đông hơn nên họ bị đánh lui. Người Ukraina giữ quyền kiểm soát các mỏ dầu cho đến tháng 5 năm 1919.
Vào ngày 6 tháng 11, một chính thể Ukraina mới được thành lập tại nửa phía bắc của vùng Bukovina: Bukovina thuộc Ukraina dưới quyền Tổng thống Omelyan Popovych. Nhà nước mới có thủ đô tại Chernivtsi. Nó bị giải thể vào ngày 11 tháng 11, khi Lục quân Romania chiếm lĩnh Chernivtsi. Chính quyền Ukraina và những hỗ trợ quân sự của họ rút khỏi thành phố một ngày trước đó.

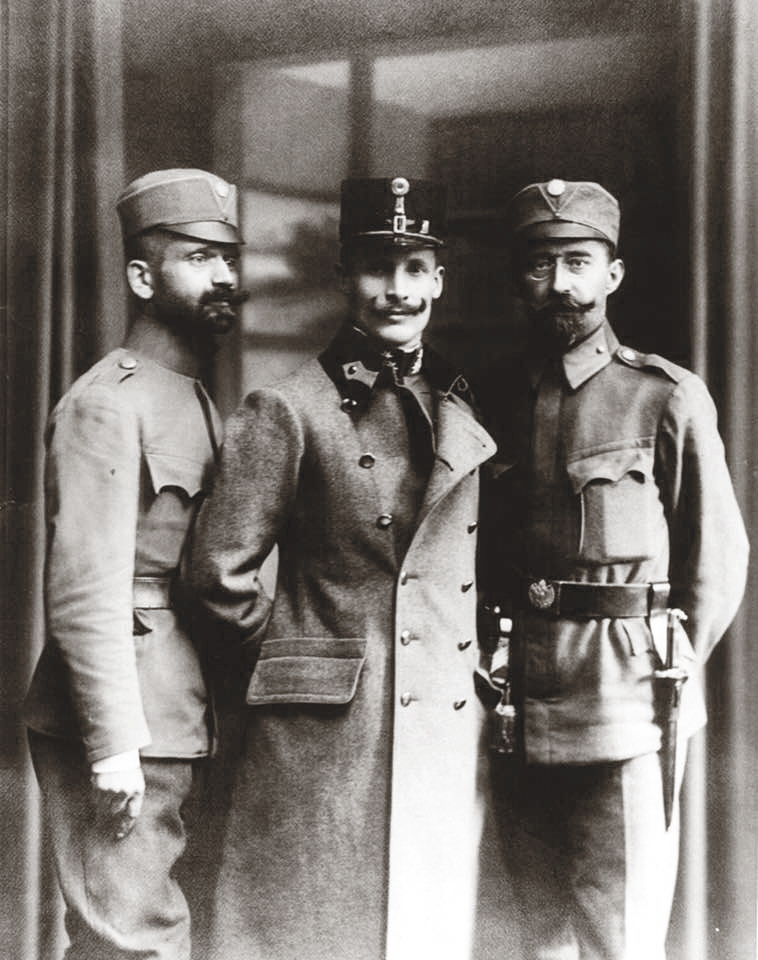
Dmytro Vitovsky, tư lệnh đầu tiên của Quân đội Galicia Ukraina, bên cạnh hai sĩ quan, 1918.

Đến cuối tháng 11 năm 1918, lực lượng Ba Lan kiểm soát Lviv và tuyến đường sắt nối Lviv với miền trung Ba Lan qua Przemyśl, trong khi người Ukraina kiểm soát phần còn lại của Đông Galicia về phía đông sông San, bao gồm các khu vực phía nam và phía bắc của tuyến đường sắt vào Lviv. Do đó, thành phố Lviv (Lwów) do Ba Lan kiểm soát phải đối mặt với quân Ukraina ở ba phía.

### Chiến đấu tại Volyn
Ngay sau khi Áo-Hung sụp đổ, quân Ba Lan đã chiếm được khu vực Kholm (tiếng Ba Lan: Chełm); ngay sau đó các chỉ huy của Áo tại miền tây nam Volyn (Volodymyr-Volynskyi và Kovel) bàn giao chính quyền cho các ủy ban dân tộc Ba Lan địa phương. Vào tháng 11 đến tháng 12 năm 1918, người Ba Lan cũng tiến vào Podlachia và Tây Polesia, nhưng bị quân của Tướng M. Osetsky chặn lại tại Tây Volyn.
Khi các đơn vị Ba Lan cố gắng giành quyền kiểm soát khu vực, quân của Cộng hòa Nhân dân Ukraina dưới quyền chỉ huy của Symon Petliura cố gắng giành lại lãnh thổ của tỉnh Kholm đã bị quân Ba Lan kiểm soát trước đó.
Theo Richard Pipes, pogrom lớn đầu tiên trong vùng này diễn ra vào tháng 1 năm 1919 tại thị trấn Ovruch, nơi các trung đoàn Kozyr-Zyrka liên kết với chính phủ của Symon Petliura cướp bóc và giết hại người Do Thái. Nicolas Werth tuyên bố rằng các đơn vị vũ trang của Cộng hòa Nhân dân Ukraina cũng phải chịu trách nhiệm về các vụ hãm hiếp, cướp bóc và thảm sát tại Zhytomir, trong đó 500–700 người Do Thái thiệt mạng.
Sau hai tháng giao tranh ác liệt, xung đột đã được giải quyết vào tháng 3 năm 1919 do các đơn vị quân đội Ba Lan mới và được trang bị tốt dưới quyền chỉ huy của Tướng Edward Rydz-Śmigły.

### Bế tắc tại Đông Galicia

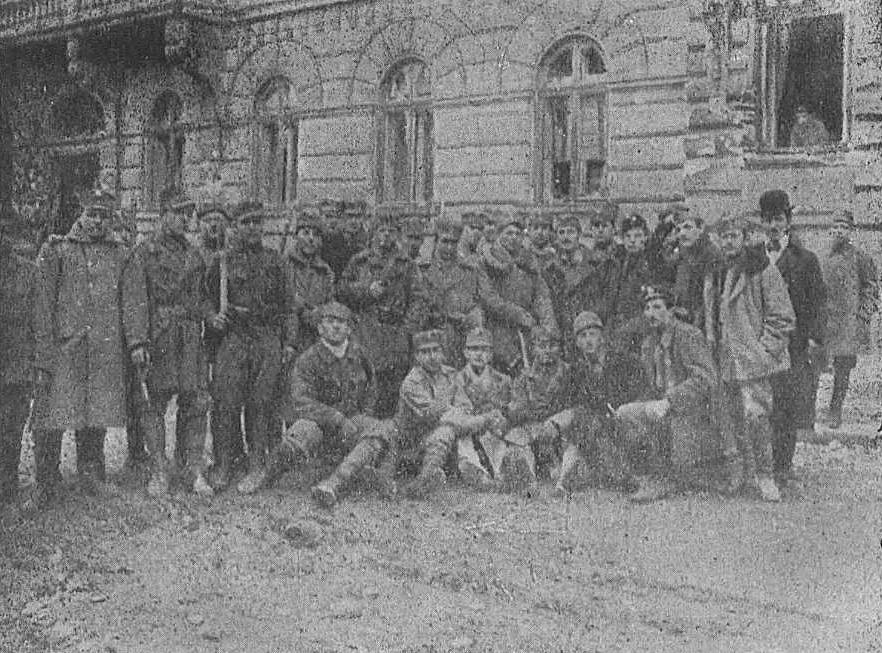
Binh sĩ Ba Lan và Ukraina tại Lviv trong thời gian ngừng bắn, 1918

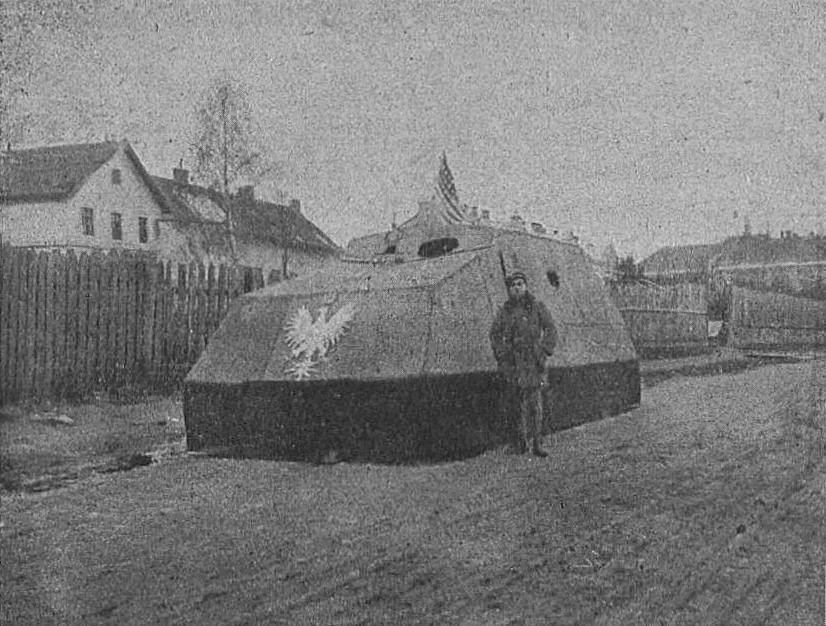
Bức ảnh chụp một xe bọc thép, do quân phòng thủ Lviv của Ba Lan chế tạo, được trang trí với Đại bàng trắng và Cờ Mỹ, 1918

Nhờ huy động nhanh chóng và hiệu quả nên đến tháng 12 năm 1918, quân Ukraina chiếm ưu thế lớn về quân số cho đến tháng 2 năm 1919, và đẩy quân Ba Lan vào thế phòng thủ. Theo một báo cáo của Mỹ trong khoảng thời gian từ ngày 13 tháng 1 đến ngày 1 tháng 2 năm 1919, quân Ukraina cuối cùng đã bao vây được Lviv từ ba phía. Người dân thành phố bị thiếu nước và điện. Quân đội Ukraina cũng trấn giữ các ngôi làng ở hai bên tuyến đường sắt dẫn đến Przemyśl.
Quân Ukraina tiếp tục kiểm soát phần lớn miền đông Galicia và là mối đe dọa đối với thành phố Lviv cho đến tháng 5 năm 1919. Trong thời gian này, theo báo cáo của Ý và Ba Lan, quân Ukraina có tinh thần cao (một nhà quan sát người Ý đứng sau phòng tuyến Galicia nói rằng quân Ukraina đang chiến đấu với "lòng dũng cảm của những kẻ cam chịu") trong khi nhiều binh sĩ Ba Lan, đặc biệt là từ Ba Lan lập hiến, muốn trở về nhà vì họ không thấy có lý do gì để chiến đấu chống lại người Ruthenia trên vùng đất của người Ruthenia;  Quân số Ba Lan bị áp đảo bởi lượng địch gấp đôi và bị thiếu đạn dược. Mặc dù ban đầu bị áp đảo về số lượng nhưng quân Ba Lan có những lợi thế nhất định. Lực lượng của họ có nhiều sĩ quan hơn và được đào tạo tốt hơn, kết quả là một lực lượng có kỷ luật tốt hơn và cơ động hơn; người Ba Lan cũng có được tình báo xuất sắc và nhờ kiểm soát được các tuyến đường sắt phía sau phòng tuyến của mình nên họ có thể di chuyển binh sĩ khá nhanh chóng. Kết quả là, mặc dù quân Ba Lan có tổng quân số ít hơn quân Ukraina, nhưng trong những trận chiến đặc biệt quan trọng, họ có thể điều động nhiều binh sĩ tương đương phía Ukraina.
Vào ngày 9 tháng 12 năm 1918, quân Ukraina chọc thủng tuyến phòng thủ bên ngoài Przemyśl với hy vọng chiếm được thành phố và do đó cắt đứt Lviv do Ba Lan kiểm soát khỏi miền trung Ba Lan. Tuy nhiên, người Ba Lan nhanh chóng gửi quân tiếp viện và đến ngày 17 tháng 12, quân Ukraina buộc phải rút lui. Vào ngày 27 tháng 12, có hỗ trợ từ quân nông dân được gửi từ Đông Ukraina đến Galicia với hy vọng rằng người Tây Ukraina có thể thành lập một lực lượng có kỷ luật từ họ, một cuộc tổng tấn công của Ukraina chống lại Lviv đã bắt đầu. Lực lượng phòng thủ của Lviv được giữ vững và quân đội miền Đông Ukraina nổi loạn.
Từ ngày 6 tháng 1 đến ngày 11 tháng 1 năm 1919, một cuộc tấn công của Ba Lan gồm 5.000 tân binh được tuyển mộ từ khu vực Ba Lan thuộc Nga trước đây do Jan Romer chỉ huy đã bị đẩy lui trước quân Tây Ukraina gần Rava-Ruska, phía bắc Lviv. Chỉ một số ít quân cùng với Romer có thể đột phá được đến Lviv sau khi chịu tổn thất nặng nề. Trong khoảng thời gian từ ngày 11 tháng 1 đến ngày 13 tháng 1, quân Ba Lan cố gắng đánh bật quân Ukraina đang bao vây Lviv từ phía nam, trong khi cùng lúc đó quân đội Ukraina cố gắng thực hiện một cuộc tổng tấn công khác vào Lviv. Cả hai nỗ lực trên đều thất bại.  Vào tháng 2 năm 1919, quân Ba Lan cố gắng chiếm Sambir nhưng bị quân phòng thủ Ukraina đánh bại với tổn thất nặng nề, mặc dù vậy do khả năng cơ động kém của quân Ukraina nên họ không thể tận dụng được chiến thắng này.
Vào ngày 14 tháng 2, quân Ukraina bắt đầu một cuộc tấn công khác vào Lviv. Đến ngày 20 tháng 2, họ cắt đứt thành công tuyến đường sắt giữa Lviv và Przemysl, khiến Lviv bị bao vây và quân Ukraina ở vị trí thuận lợi để chiếm thành phố.  Tuy nhiên, một phái đoàn do Pháp dẫn đầu từ Entente (Đồng minh) đến trụ sở của người Ukraina vào ngày 22 tháng 2 và yêu cầu người Ukraina chấm dứt hành động thù địch, với lời đe doạ cắt đứt mọi quan hệ ngoại giao giữa Entente và chính phủ Ukraina. Vào ngày 25 tháng 2, quân đội Ukraina đình chỉ cuộc tấn công. Phái đoàn Barthélemy đề xuất một đường phân giới (28 tháng 2) để lại gần 70% lãnh thổ Đông Galicia cho người Ukraina, còn Lviv và các mỏ dầu cho Ba Lan. Người Ukraina sẽ được cung cấp một nửa sản lượng dầu. Đề xuất được người Ba Lan chấp nhận. Tuy nhiên, các yêu cầu của Đồng minh bao gồm việc để mất một lượng đáng kể lãnh thổ do người Ukraina nắm giữ và cư trú, và bị người Ukraina cho là quá thiên vị người Ba Lan, và họ tiếp tục tấn công vào ngày 4 tháng 3. Đến ngày 5 tháng 3, pháo binh Ukraina làm nổ tung bãi chứa đạn dược của quân Ba Lan tại Lviv; vụ nổ khiến binh sĩ Ba Lan hoảng sợ. Tuy nhiên, người Ukraina không tận dụng được điều này. Trong thời gian ngừng bắn, người Ba Lan có thể tổ chức được một lực lượng cứu viện gồm 8.000–10.000 quân, đến ngày 12 tháng 3 họ tiến đến Przemyśl và đến ngày 18 tháng 3 thì đánh đuổi quân Ukraina khỏi tuyến đường sắt Lviv-Przemyśl, bảo vệ vĩnh viễn Lviv.
Vào ngày 6–11 tháng 1 năm 1919, một bộ phận nhỏ của Quân đội Galicia Ukraina xâm chiếm Ngoại Karpat để truyền bá tình cảm ủng hộ Ukraina trong cư dân (khu vực đang bị Hungary và Tiệp Khắc chiếm đóng). Quân đội Ukraina giao tranh với cảnh sát địa phương Tiệp Khắc và Hungary. Họ thành công trong việc chiếm lĩnh một số khu định cư của người Ukraina do Hungary kiểm soát. Sau một số cuộc đụng độ với Tiệp Khắc, người Ukraina rút lui vì Tiệp Khắc (thay vì Cộng hòa Nhân dân Ukraina) là quốc gia duy nhất giao thương với Cộng hòa Nhân dân Tây Ukraina và ủng hộ nước này về mặt chính trị. Xung đột xa hơn với chính quyền Tiệp Khắc sẽ dẫn đến Cộng hòa Nhân dân Tây Ukraina bị cô lập hoàn toàn về kinh tế và chính trị.

### Ukraina sụp đổ

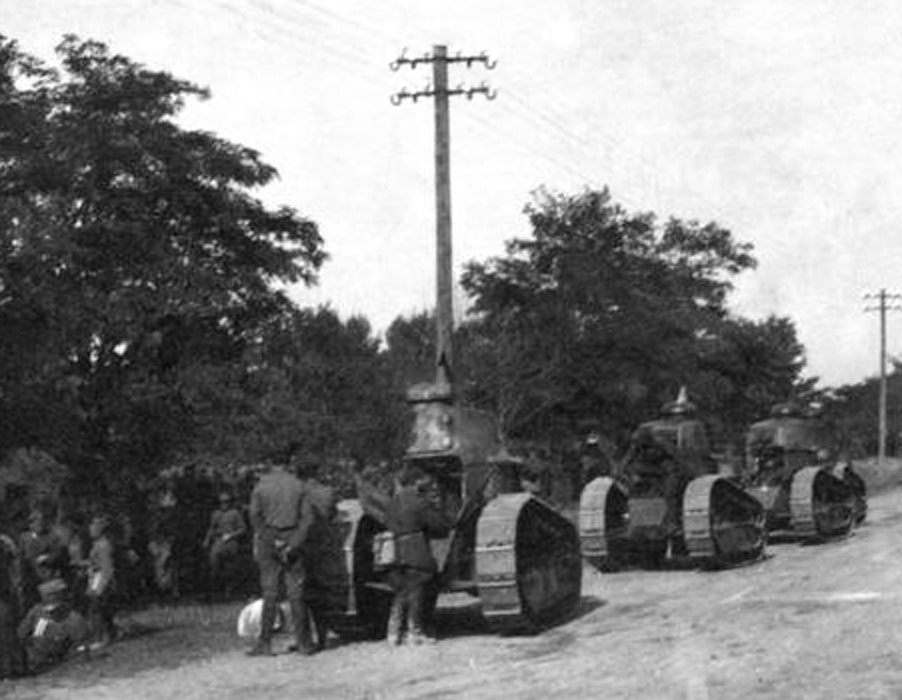
Lam quân Ba Lan bao gồm Trung đoàn xe tăng số 1 gồm 120 xe tăng Renault FT. Tại Lwów, quân Ukraina phải đối mặt với đơn vị xe tăng lớn thứ tư thế giới.

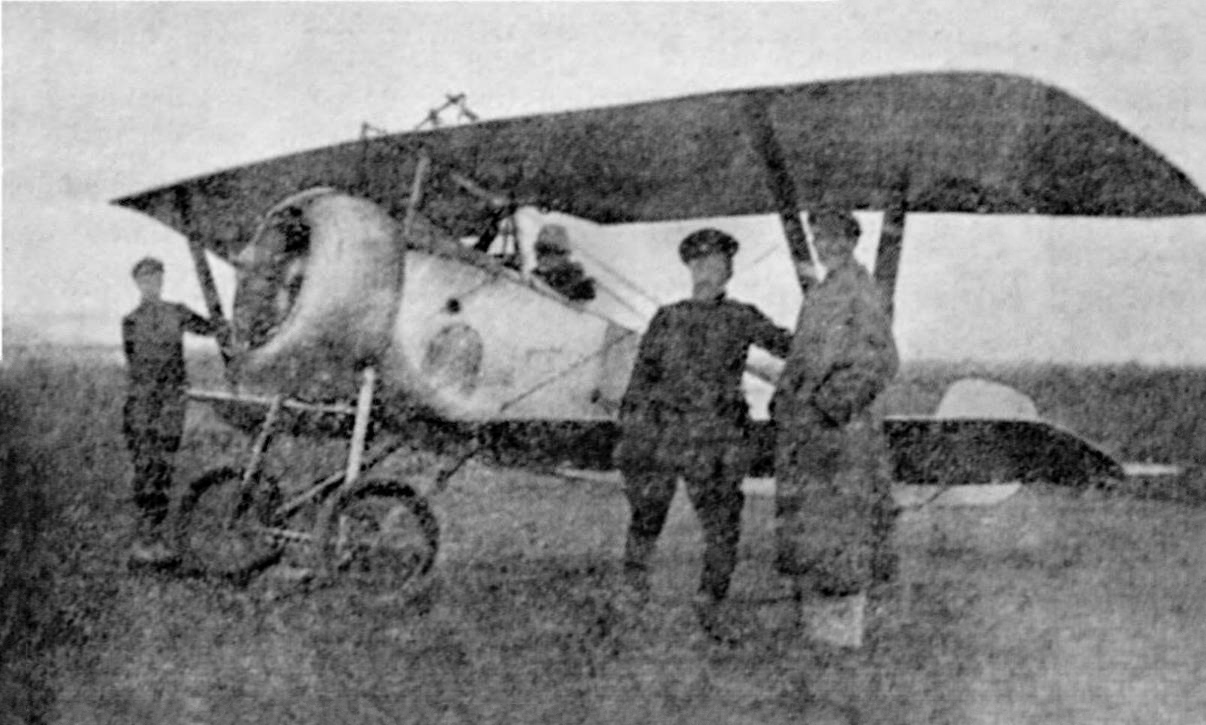
Nieuport 17 của Quân đội Galicia Ukraina

Vào ngày 14 tháng 5 năm 1919, Ba Lan bắt đầu một cuộc tổng tấn công trên khắp Volyn và Đông Galicia. Thực hiện kế hoạch là các đơn vị của Lục quân Ba Lan, được hỗ trợ bởi Lam quân mới đến của Tướng Józef Haller de Hallenburg. Đội quân này bao gồm các lực lượng Ba Lan từng chiến đấu cho Entente trên Mặt trận phía Tây, với số lượng 60.000 quân, được Đồng minh phương Tây trang bị tốt và được biên chế một phần các sĩ quan Pháp giàu kinh nghiệm, đặc biệt là để chiến đấu với Bolshevik chứ không phải với quân đội của Cộng hòa Nhân dân Tây Ukraina. Mặc dù vậy, người Ba Lan vẫn phái quân của Haller chống lại quân Ukraina nhằm phá vỡ thế bế tắc tại miền đông Galicia.  Đồng minh gửi một số điện tín ra lệnh cho người Ba Lan dừng cuộc tấn công của họ, vì việc sử dụng quân đội do Pháp trang bị để chống lại người Ukraina đặc biệt mâu thuẫn với các điều kiện hỗ trợ của Pháp, nhưng những điều này bị bỏ qua, còn phía Ba Lan cho rằng người Ukraina là những người có cảm tình với Bolshevik. Đồng thời, vào ngày 23 tháng 5, Romania mở mặt trận thứ hai chống lại lực lượng Ukraina, yêu cầu họ rút khỏi các khu vực phía nam của miền đông Galicia, bao gồm cả thủ đô tạm thời là Stanislaviv. Điều này dẫn đến việc mất lãnh thổ, đạn dược và bị cô lập hơn nữa với thế giới bên ngoài.
Phòng tuyến của Ukraina bị phá vỡ, phần lớn là do lực lượng tinh nhuệ quân súng trường Sich rút lui. Vào ngày 27 tháng 5, quân Ba Lan tiến đến phòng tuyến Złota Lipa–Berezhany-Jezierna-Radziwiłłów. Cuộc tiến công của Ba Lan đi kèm với một làn sóng bạo lực và cướp bóc quy mô lớn chống người Do Thái của đám đông Ba Lan vô tổ chức, giống như tại Lviv vào năm 1918. Ngoài ra còn có sự tham gia của các đơn vị quân đội Ba Lan hoạt động chống lại mệnh lệnh các sĩ quan của họ, đặc biệt là các trung đoàn Poznań và quân đội của Haller. Theo yêu cầu của Entente, cuộc tấn công của Ba Lan bị dừng lại và quân của Haller đảm nhận các vị trí phòng thủ.

### Cuộc tấn công Chortkiv và chiến thắng cuối cùng của Ba Lan

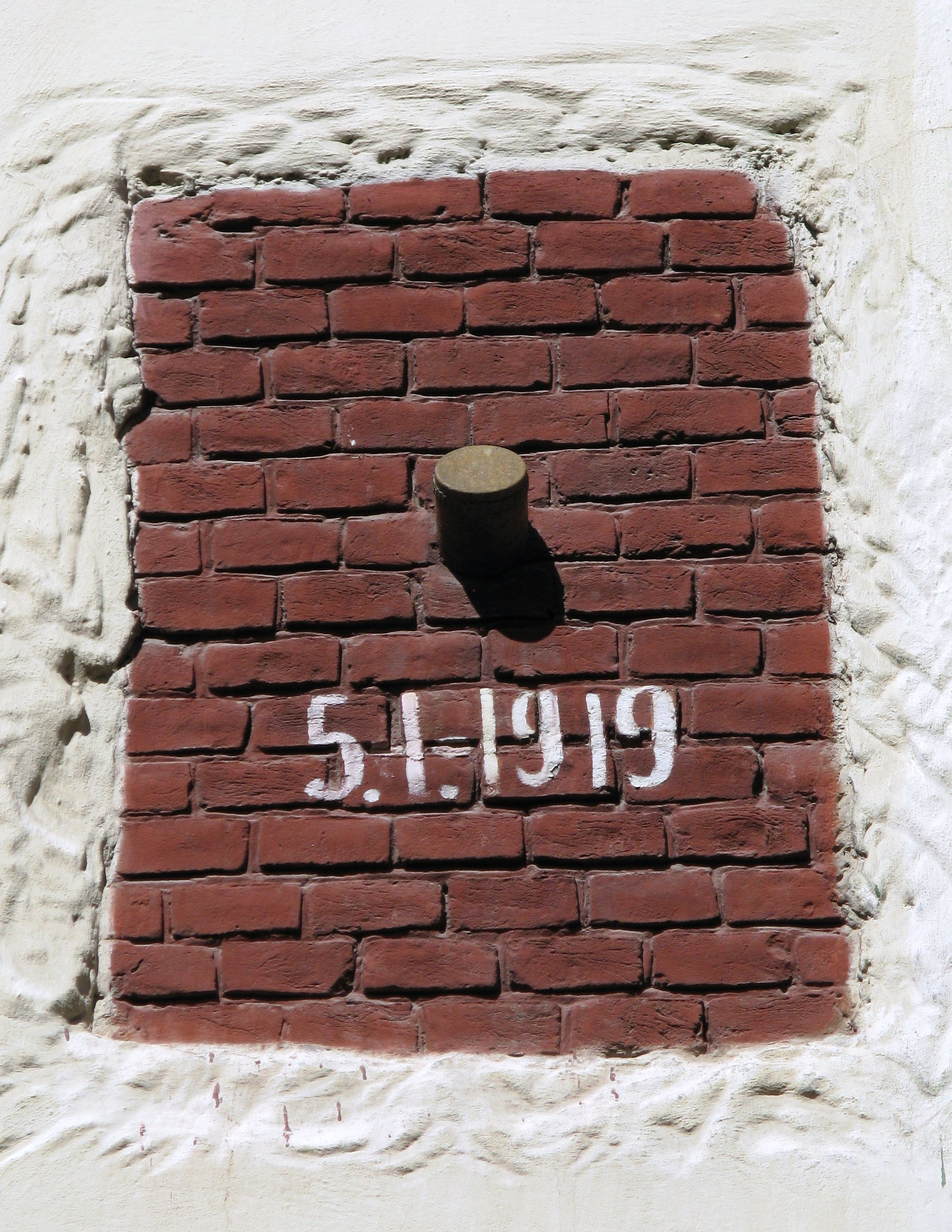
Vỏ đạn từ chiến tranh Ba Lan–Ukraina 1918–1919 tại Lviv, từ ngày 5 tháng 1 năm 1919.

Vào ngày 8 tháng 6 năm 1919, quân Ukraina dưới quyền tư lệnh mới Oleksander Hrekov, một cựu tướng lĩnh trong quân đội Nga, bắt đầu phản công. Sau ba tuần, họ tiến tới Hnyla Lypa và thượng du sông Stryi, đánh bại năm sư đoàn Ba Lan. Mặc dù quân Ba Lan buộc phải rút lui nhưng họ ngăn chặn được lực lượng sụp đổ và tránh bị bao vây và bắt giữ. Vì vậy, bất chấp những chiến thắng của mình, quân Ukraina không thể có được một lượng vũ khí và đạn dược đáng kể. Đến ngày 27 tháng 6, quân Ukraina tiến được 120 km dọc theo sông Dnister, và trên một hướng khác họ tiến được 150 km, qua thị trấn Brody.  Họ đến nơi trong vòng hai ngày hành quân từ Lviv.
Cuộc tấn công Chortkiv thành công bị dừng lại chủ yếu vì thiếu vũ khí - mỗi người lính Ukraina chỉ có 5–10 viên đạn. Chính phủ Tây Ukraina kiểm soát các mỏ dầu Drohobych, họ dự định dùng nó để mua vũ khí cho cuộc chiến, nhưng vì lý do chính trị và ngoại giao, vũ khí và đạn dược chỉ có thể được gửi đến Ukraina thông qua Tiệp Khắc. Mặc dù quân Ukraina đẩy lùi được quân Ba Lan khoảng 120–150 km, họ không đảm bảo được một tuyến đường đến Tiệp Khắc. Điều này có nghĩa là họ không thể bổ sung nguồn cung cấp vũ khí và đạn dược, dẫn đến việc thiếu nguồn cung cấp đã buộc Hrekov phải kết thúc chiến dịch của mình.
Józef Piłsudski đảm nhận chức tư lệnh lực lượng Ba Lan vào ngày 27 tháng 6 và bắt đầu một cuộc tấn công khác, với hỗ trợ của hai sư đoàn Ba Lan mới. Vào ngày 28 tháng 6, cuộc tấn công của Ba Lan bắt đầu. Thiếu đạn dược và phải đối mặt với kẻ thù có quy mô gấp đôi, Quân đội Galicia Ukraina và ban lãnh đạo Tây Ukraina bị đẩy lùi về phòng tuyến sông Zbruch vào ngày 16–18 tháng 7, sau đó Tây Ukraina bị Ba Lan chiếm đóng. Mặc dù bộ binh Ukraina hết đạn nhưng pháo binh của họ thì không. Điều này giúp quân Ukraina có chỗ dựa cho một cuộc rút lui có trật tự. Khoảng 100.000 người tị nạn dân sự và 60.000 binh sĩ, 20.000 người trong số họ sẵn sàng chiến đấu, đã có thể trốn thoát qua sông Zbruch vào miền Trung Ukraina.

## Mặt trận ngoại giao

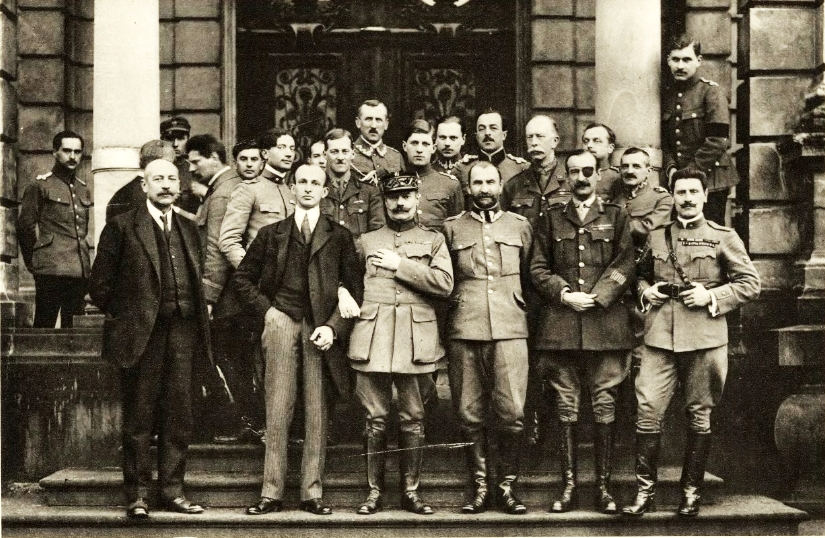
Phái đoàn ngoại giao đồng minh đến Ba Lan tại Lwów, tháng 2 năm 1919.

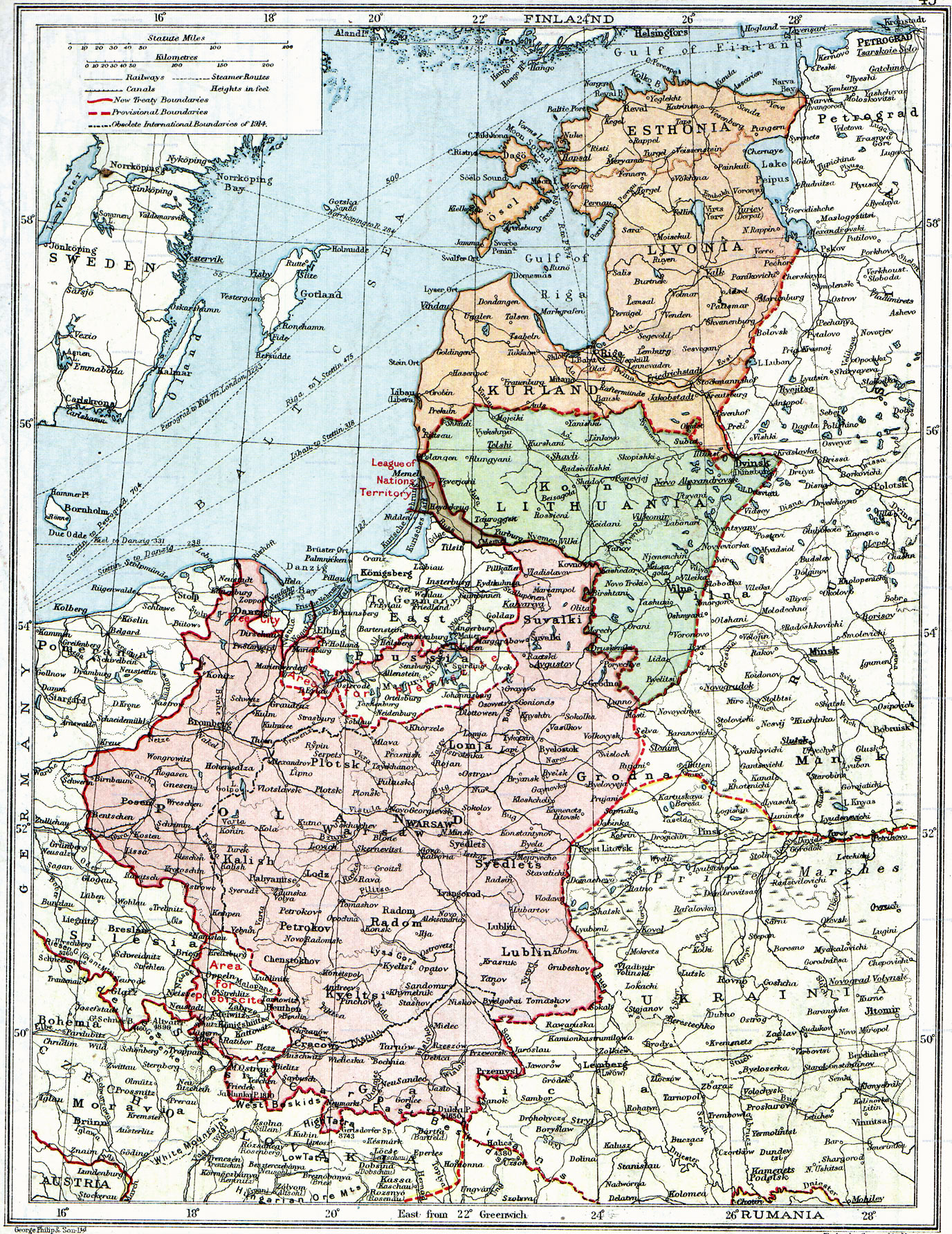
"Ba Lan & các nước Baltic mới": một bản đồ từ atlas của Anh năm 1920, hiển thị các đường biên giới không được xác định giữa các hiệp ước Brest-Litovsk, Versailles và Riga

Lực lượng Ba Lan và Ukraina gặp khó khăn trên các mặt trận ngoại giao cũng như quân sự cả trong và sau chiến tranh. Người Ukraina hy vọng rằng phe Đồng minh phương Tây trong Thế chiến thứ nhất sẽ ủng hộ mục tiêu của họ vì Hiệp ước Versailles chấm dứt Chiến tranh thế giới thứ nhất dựa trên nguyên tắc quyền tự quyết dân tộc. Theo đó, các nhà ngoại giao của Cộng hòa Nhân dân Tây Ukraina hy vọng rằng phương Tây sẽ buộc Ba Lan phải rút khỏi các vùng lãnh thổ có đa số nhân khẩu là người Ukraina.
Quan điểm trong phe Đồng minh bị chia rẽ. Anh dưới quyền lãnh đạo của Thủ tướng David Lloyd George, và ở mức độ thấp hơn là Ý phản đối Ba Lan bành trướng. Đại biểu của họ cho rằng việc trao lãnh thổ Cộng hòa Nhân dân Tây Ukraina cho Ba Lan sẽ vi phạm nguyên tắc quyền tự quyết dân tộc và các dân tộc thiểu số thù địch sẽ làm suy yếu nhà nước Ba Lan. Trên thực tế, chính sách của Anh được quyết định bởi việc không sẵn lòng làm tổn hại đến lợi ích của Nga trong khu vực và xa lánh nhà nước Nga trong tương lai thông qua việc ngăn chặn khả năng liên minh Đông Galicia với Nga. Ngoài ra, Anh còn quan tâm đến các mỏ dầu tại Tây Ukraina. Bản thân Tiệp Khắc tham gia vào xung đột với Ba Lan, họ tỏ ra thân thiện với chính phủ Tây Ukraina và bán vũ khí cho chính phủ này để đổi lấy dầu. Mặt khác, Pháp lại ủng hộ mạnh mẽ Ba Lan trong cuộc xung đột. Người Pháp hy vọng rằng một nhà nước Ba Lan rộng lớn và hùng mạnh sẽ đóng vai trò là đối trọng với Đức và sẽ cô lập Đức khỏi nước Nga Xô viết. Các nhà ngoại giao Pháp luôn ủng hộ các yêu sách của Ba Lan đối với các vùng lãnh thổ mà Đức, Litva và Ukraina cũng tuyên bố chủ quyền. Pháp cũng cung cấp một số lượng lớn vũ khí, đạn dược và các sĩ quan Pháp, đáng chú ý nhất là quân của Tướng Haller, tiêpa viện cho lực lượng Ba Lan và chúng được sử dụng để chống lại quân đội Tây Ukraina, khiến Thủ tướng Anh Lloyd George và Tổng thống Hoa Kỳ Wilson kinh hoàng.
Trong mùa đông năm 1918–1919, một cuộc tấn công ngoại giao của chính phủ Ba Lan cố gắng khiến cho quan điểm của Đồng minh nghiêng về ủng hộ hoàn toàn mục tiêu của Ba Lan, và chống lại chiến dịch thông tin sai lệch của Đức có mục đích làm suy yếu sự ủng hộ của Pháp, Anh và Mỹ đối với nhà nước Ba Lan mới. Các quan chức chính phủ tại Ba Lan và nước ngoài liên tục nêu ra vấn đề về mối liên hệ có thể có giữa Đức và Cộng hòa Nhân dân Tây Ukraina, nhấn mạnh rằng người Đức đang hỗ trợ tài chính cho chính phủ Tây Ukraina và cuộc cách mạng Bolshevik tại Nga nhằm gieo mầm một làn sóng bất ổn chính trị và hỗn loạn trong khu vực. Tuy nhiên, người Ukraina phản đối những tuyên bố như vậy, cho rằng người Ba Lan chỉ tìm cách miêu tả Cộng hòa Nhân dân Tây Ukraina là thân Đức và có thiện cảm với những người Bolshevik bởi Quân đội Galicia Ukraina thiết lập một cuộc phòng thủ thành công, khiến cuộc tấn công của quân đội Ba Lan bị đình trệ.
Để nhằm chấm dứt chiến tranh, vào tháng 1 năm 1919, một ủy ban của Đồng minh do một tướng Pháp dẫn đầu được cử đến đàm phán một hiệp ước hòa bình giữa hai bên, thúc đẩy lệnh ngừng bắn. Vào tháng 2, họ khuyến nghị Cộng hòa Nhân dân Tây Ukraina từ bỏ một phần ba lãnh thổ, bao gồm thành phố Lviv và các mỏ dầu Drohobych. Người Ukraina từ chối vì thỏa thuận đình chiến không phù hợp với dân tộc học của đất nước cũng như tình hình quân sự, đồng thời cắt đứt quan hệ ngoại giao với Ba Lan. Vào giữa tháng 3 năm 1919, nguyên soái Pháp Ferdinand Foch, là người muốn sử dụng Ba Lan làm căn cứ hoạt động cho một cuộc tấn công chống lại Hồng quân, đã đưa vấn đề chiến tranh Ba Lan-Ukraina ra trước Hội đồng Tối cao và kêu gọi hoạt động quân sự Ba Lan-Romania quy mô lớn sẽ được tiến hành với sự hỗ trợ của Đồng minh, cũng như gửi các sư đoàn của Haller đến Ba Lan ngay lập tức để giải vây Lviv khỏi vòng vây của Ukraina.
Một ủy ban khác của Đồng minh do Tướng Nam Phi Louis Botha lãnh đạo đề xuất một hiệp định đình chiến vào tháng 5, theo đó sẽ liên quan đến việc người Ukraina (Tây) giữ các mỏ dầu Drohobych và người Ba Lan giữ Lviv. Phía Ukraina đồng ý với đề xuất này nhưng nó bị người Ba Lan từ chối với lý do không tính đến tình hình quân sự chung của Ba Lan và tình hình trên mặt trận phía đông. Trong khi đó, Quân đội Bolshevik xuyên thủng quân Cộng hòa Nhân dân Ukraina và đang tiến tới Podolia và Volyn. Người Ba Lan lập luận rằng họ cần quyền kiểm soát quân sự đối với toàn bộ miền Đông Galicia để bảo vệ mặt trận với Nga ở phần phía nam và củng cố nó bằng một điểm giao với Romania. Người Ba Lan phát động một cuộc tấn công ngay sau đó bằng cách sử dụng một lực lượng lớn được Pháp trang bị (Quân đội Haller), lực lượng này chiếm được phần lớn lãnh thổ của Cộng hòa Nhân dân Tây Ukraina. Những bức điện khẩn cấp của các đồng minh phương Tây nhằm ngăn chặn cuộc tấn công này bị phớt lờ. Tiệp Khắc là quốc gia thừa kế bảy nhà máy lọc dầu từ thời Áo trước chiến tranh và phụ thuộc vào các hợp đồng cung cấp dầu với chính phủ Tây Ukraina, họ yêu cầu người Ba Lan gửi cho Tiệp Khắc số dầu đã được thanh toán cho chính phủ Ukraina. Người Ba Lan từ chối, nói rằng số dầu này được thanh toán bằng đạn được dùng để chống lại binh sĩ Ba Lan. Mặc dù Tiệp Khắc không trả đũa, nhưng theo báo cáo của Ba Lan, Tiệp Khắc cân nhắc việc chiếm giữ các mỏ dầu từ Ba Lan và trả lại cho người Ukraina, những người sẽ tôn trọng hợp đồng của họ.
Vào ngày 25 tháng 6 năm 1919, Hội đồng Đồng minh hợp pháp hóa quyền kiểm soát của Ba Lan đối với Đông Galicia thông qua nghị quyết phê chuẩn quân Ba Lan chiếm đóng quân sự, bao gồm cả quân của Haller, đến tận sông Zbruch và ủy quyền cho chính phủ Ba Lan thành lập một chính quyền dân sự tạm thời, thể chế này sẽ bảo vệ tối đa quyền tự chủ và quyền tự do về lãnh thổ của cư dân. Vào ngày 21 tháng 11 năm 1919, Hội đồng Tối cao của Hội nghị hòa bình Paris trao Đông Galicia cho Ba Lan trong thời hạn 25 năm, sau đó một cuộc trưng cầu dân ý sẽ được tổ chức tại đây, và bắt buộc chính phủ Ba Lan trao quyền tự trị lãnh thổ cho khu vực. Quyết định này bị đình chỉ vào ngày 22 tháng 12 năm 1919 và không bao giờ được thi hành. Vào ngày 21 tháng 4 năm 1920, Józef Piłsudski và Symon Petliura ký kết một liên minh, trong đó Ba Lan hứa với Cộng hòa Nhân dân Ukraina sẽ giúp đỡ quân sự trong cuộc tấn công Kyiv chống lại Hồng quân để đổi lấy việc chấp nhận biên giới Ba Lan-Ukraina trên sông Zbruch.
Sau thỏa thuận này, chính phủ của Cộng hòa Nhân dân Tây Ukraina phải lưu vong tại Wien, tại đây họ nhận được ủng hộ từ nhiều người di cư chính trị Tây Ukraina cũng như binh sĩ của quân đội Galicia bị giam giữ tại Bohemia. Mặc dù không được bất kỳ quốc gia nào chính thức công nhận là chính phủ của Tây Ukraina, họ tham gia vào hoạt động ngoại giao với chính phủ Pháp và Anh với hy vọng đạt được một giải pháp thuận lợi tại Versailles. Nhờ những nỗ lực của họ, hội đồng của Hội Quốc Liên tuyên bố vào ngày 23 tháng 2 năm 1921 rằng Galicia nằm ngoài lãnh thổ Ba Lan và Ba Lan không được ủy thác thiết lập quyền kiểm soát hành chính tại quốc gia đó và Ba Lan chỉ là lực lượng chiếm đóng quân sự tại Galicia, chủ quyền thuộc về các cường quốc Đồng minh (theo Hiệp ước Saint-Germain ký với Áo vào tháng 9 năm 1919) và số phận của khu vực sẽ được xác định bởi Hội đồng Đại sứ tại Hội Quốc Liên. Hội đồng Đại sứ tại Paris tuyên bố vào ngày 8 tháng 7 năm 1921 rằng cái gọi là "Chính phủ Tây Ukraina" của Yevhen Petrushevych không cấu thành một chính phủ trên thực tế hay trên pháp lý, và không có quyền đại diện cho bất kỳ nơi nào trong số các các lãnh thổ liên quan từng thuộc về Đế quốc Áo. Sau một loạt các cuộc đàm phán kéo dài, vào ngày 14 tháng 3 năm 1923, Hội đồng Đại sứ  quyết định rằng Galicia sẽ được sáp nhập vào Ba Lan "có tính đến việc Ba Lan đã công nhận rằng đối với phần phía đông của Galicia, các điều kiện dân tộc học hoàn toàn xứng đáng với vị thế tự trị của họ." Sau năm 1923, Galicia được quốc tế công nhận là một phần của nhà nước Ba Lan. Chính phủ Cộng hòa Nhân dân Tây Ukraina sau đó giải tán, trong khi Ba Lan từ bỏ lời hứa trao quyền tự trị cho Đông Galicia.

### Đường Barthélemy

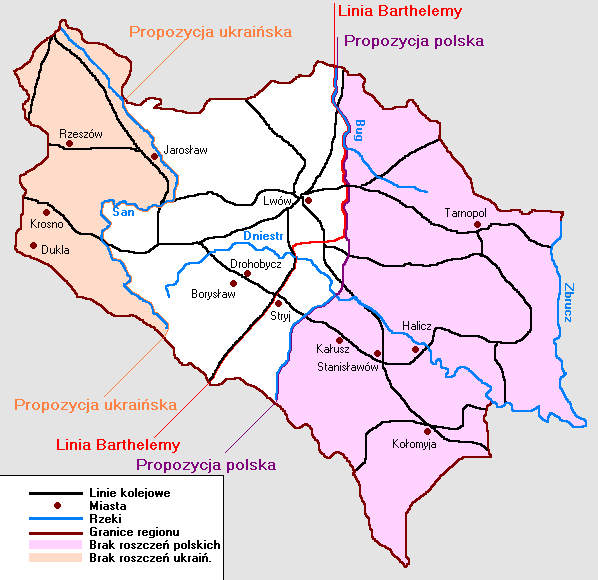
Bản đồ Đông Galicia với các đề xuất phân chia từ tháng 1 và tháng 2 năm 1919
Không có yêu sách từ Ukraina
Khu vực tranh chấp
Không có yêu sách từ Ba Lan

Trong nỗ lực ngăn chặn chiến tranh, một tướng Pháp là Marie Joseph Barthélemy đề xuất một đường phân giới, được gọi là Đường Barthélemy, được cho là nhằm chấm dứt giao tranh giữa quân đội Ba Lan và quân đội Tây Ukraina.
Năm 1918, các quốc gia Entente tìm cách thành lập một mặt trận chung chống Bolshevik, bao gồm quân đội Ba Lan, Nga Bạch vệ, quân đội Romania và Ukraina.  Sự kiện bùng nổ thù địch giữa Ba Lan-Ukraina tại Lviv vào ngày 1 tháng 11 cản trở các kế hoạch này, vì vậy các quốc gia Entente bắt đầu thúc ép cả Ba Lan và Galicia tìm kiếm một giải pháp và thông qua đường phân giới do các quốc gia đồng minh đề xuất.
Vào ngày 19 tháng 1 năm 1919, theo lệnh của Tướng Franchet d'Esperey, một phái đoàn gìn giữ hòa bình dưới quyền chỉ huy của Tướng Joseph Barthélemy đến Cracow. Ban đầu, phái đoàn làm quen với quan điểm của Ba Lan, họ chọn đường Bug-Świca. Sau đó họ đi đến Lviv, gặp phái đoàn Ukraina. Người Ukraina chọn đường San làm đường phân giới trong tương lai.
Trong tình hình này, Tướng Barthélemy trình bày đề xuất thỏa hiệp của mình vào ngày 28 tháng 1 năm 1919. Đường đình chiến sẽ chạy dọc theo sông Bug đến Kamionka Strumiłłowa, sau đó dọc theo ranh giới các huyện đến Bóbrka, sau đó dọc theo tuyến đường sắt Bóbrka-Wybranka, về phía tây đến Mikołajów (để Mikolajiv bên phía Ukraina), sau đó dọc theo tuyến đường sắt Lviv-Stryi đến biên giới lãnh thổ tranh chấp tại Đông Karpat. Tuyến đường sắt Stryi-Lavochne vẫn nằm trong tay Ukraina. Đây chỉ là ranh giới tạm thời cho đến khi vấn đề được giải quyết bởi   Hội nghị Hòa bình Paris.
Phía Ba Lan chấp nhận giải pháp này, nhưng phái đoàn Ukraina nhất quyết yêu cầu 'đường San'. Do Ukraina không đồng ý, phái đoàn Entente thực hiện một nỗ lực hòa giải khác. Việc này được thực hiện bởi tiểu ban Ủy ban liên Đồng minh về Ba Lan được thành lập vào ngày 15 tháng 2 năm 1919 và do Joseph Noulens đứng đầu. Tiểu ban gồm có Tướng Joseph Barthélemy (Pháp) làm chủ tịch, Thượng tá Adrian Carton de Wiart (Anh), Tiến sĩ Robert Howard Lord (Hoa Kỳ) và Thiếu tá Giovanni Stabile (Ý). Tiểu ban trình bày một dự thảo hiệp định đình chiến vào ngày 15 tháng 2 năm 1919. Thỏa thuận ngừng bắn dọc theo Đường Barthélemy chỉ mang tính chất quân sự thuần túy và không ảnh hưởng đến các quyết định của Hội nghị Hòa bình Paris dưới bất kỳ hình thức nào. Một phần không thể thiếu của hiệp định là một hiệp ước bổ sung liên quan đến bể dầu Boryslav-Drohobych. Bể dầu vẫn thuộc về phía Ba Lan trong đường ranh giới đình chiến, nằm dưới quyền quản lý của một ủy ban quốc tế, với 50% sản lượng dầu sẽ được chuyển cho phía Ukraina. Ba Lan và Cộng hòa Nhân dân Tây Ukraina chỉ có thể ghi lại khối lượng sản xuất và thanh toán cho nguồn cung cấp dầu. Kế hoạch đảm bảo lợi ích của Entente trong bể dầu và là bước đầu tiên hướng tới việc trung lập hóa nó.  Vào thời điểm đề xuất, lãnh thổ của bể dầu nằm dưới quyền kiểm soát của Quân đội Galicia Ukraina. Đối với chính phủ Tây Ukraina, các điều khoản của Hiệp định đình chiến là không thuận lợi;  tuy nhiên, chúng tạo cơ hội để thỏa hiệp với Ba Lan và đạt được sự công nhận quốc tế của Entente đối với nhà nước Ukraina.
Ủy ban thành công trong việc ký kết hiệp ước đình chiến vào ngày 24 tháng 2 năm 1919, và trình bày các đề xuất của mình với các bên vào ngày 28 tháng 2, nhưng bị phía Tây Ukraina từ chối. Do không đạt được thỏa thuận về đường phân giới, xung đột giữa Ba Lan và Ukraina lại tiếp tục vào ngày 2 tháng 3.

## Thương vong thường dân
Nhà sử học Christoph Mick tuyên bố không xảy ra bạo lực có hệ thống hay thảm sát người dân tộc Ba Lan bởi người Ukraina trong suốt cuộc chiến này nhưng cả hai bên đều đổ lỗi cho nhau về việc đổ máu. Khi quân Ukraina lần đầu tiên chiếm được Lviv, họ từ chối bắt con tin, các trung tâm tuyển mộ Ba Lan được dung thứ và thậm chí còn chuẩn bị tham gia đàm phán với phía Ba Lan, nhưng vấp phải sự kháng cự có vũ trang. Tuy nhiên, các nhà sử học Ba Lan mô tả nhiều ví dụ trong đó quân đội Ukraina sử dụng khủng bố để khuất phục người Ba Lan phải tuân theo. Chính quyền Ukraina cố gắng đe dọa cư dân Ba Lan tại Lviv bằng cách cử binh sĩ và xe tải có vũ trang xuống đường và giải tán đám đông có thể dẫn đến tuần hành của người Ba Lan. Binh sĩ Ukraina tuần tra trên đường phố với súng cầm tay và súng máy nhắm vào người bộ hành; các nguồn tin Ba Lan cho rằng quân Ukraina bắn những người ngoài cuộc đang nhìn họ từ cửa sổ hoặc lối vào tòa nhà. trong khi người Ukraina cho rằng quân Ba Lan đang bắn vào binh sĩ của họ từ cửa sổ và phía sau cổng vào. Các chiến binh Ba Lan cũng thường mặc quần áo dân sự khi bắn vào binh sĩ Ukraina. Theo nhà sử học Christoph Mick, cả người Ba Lan và người Ukraina đều tham gia vào một cuộc chiến tuyên truyền, mỗi bên đều cáo buộc bên kia về tội ác chiến tranh và sự tàn bạo. Trong cuộc chiến tại Lviv, các y tá Ba Lan từng hỗ trợ các binh sĩ bị thương được cho là đã bị quân Ukraina bắt giữ và tra tấn trước khi bị hành quyết, trong khi các nguồn tin Ukraina cho rằng binh sĩ Ba Lan bắn các đội tuần tra y tế Ukraina và cáo buộc người Ba Lan hiếp dâm và khát máu.
Khi người Ba Lan chiếm được Lviv, một nhóm các tội phạm Ba Lan khác nhau được thả ra khỏi nhà tù, họ cùng dân quân và một số binh sĩ chính quy tiến hành cướp bóc các khu vực Do Thái và Ukraina trong thành phố, và lạm dụng thường dân địa phương. Theo nhà sử học Norman Davis người Ba Lan giết hại khoảng 340 thường dân, 2/3 trong số họ là người Ukraina và số còn lại là người Do Thái. Theo Christoph Mick, chỉ có người Do Thái bị giết trong những sự kiện này còn người Ukraina không bị sát hại nhưng phải chịu các hành động thù địch.
Theo các nhà sử học Ba Lan, trong quá trình chiến tranh, quân Ukraina tiến hành các vụ thảm sát người Ba Lan tại Sokoloniki, tại đây có 500 tòa nhà bị thiêu rụi và khoảng 50 người Ba Lan bị giết. Tại Zamarstynow, một chỉ huy người Ukraina cáo buộc thường dân Ba Lan ủng hộ phía Ba Lan và cho phép quân đội của ông ta tiến hành lục soát nhà cửa một cách tàn bạo, trong đó thường dân bị đánh đập, cướp bóc, sát hại và hãm hiếp. Lực lượng Ukraina cũng sát hại tù nhân chiến tranh trong những sự kiện này. Một ngày sau, quân Ba Lan hành quyết một nhóm tù nhân Ukraina để trả đũa. Vào ngày 24 tháng 11 năm 1919, làng Bilka Szlachecka bị quân Ukraina tấn công, làng bị thiêu rụi và dân thường tại đây bị thảm sát, với 45 thường dân bị sát hại và 22 người bị thương. Tại Chodaczkow Wielki, 4 cô gái Ba Lan bị binh sĩ Ukraina sát hại và thi thể bị cắt xẻo. Một ủy ban đặc biệt của Ba Lan điều tra những hành động tàn bạo này xác định rằng những sự kiện thậm chí còn khốc liệt hơn đã xảy ra, nhưng từ chối đổ lỗi chúng cho dân tộc Ukraina mà đổ lỗi cho một tỷ lệ nhỏ trong xã hội Ukraina, chủ yếu là binh sĩ, nông dân và những người được gọi là "dân trí thức nửa vời" là giáo viên làng, cán bộ và hiến binh. Ủy ban bao gồm các đại biểu từ Ý và Pháp xác định rằng chỉ trong ba huyện đã có 90 vụ giết người xảy ra với thường dân ngoài các vụ cướp.  Nhiều nhà thờ cũng bị lực lượng Ukraina mạo phạm.  Các nữ tu từ ba tu viện bị hãm hiếp và sau đó bị sát hại bằng cách cho nổ tung bằng lựu đạn nổ. Có trường hợp người bị chôn sống. Tuy nhiên, ủy ban cũng lưu ý rằng một số dân làng Ukraina đã giấu người Ba Lan. Người đứng đầu ủy ban là Zamorski đề nghị bỏ tù thủ phạm của những tội ác tàn bạo, đồng thời thiết lập mối quan hệ thân thiện với người dân Ukraina dựa trên luật pháp hiện hành.
Nhìn chung, mặc dù không có bằng chứng nào về các cuộc đàn áp hàng loạt dân thường do chính phủ Ukraina hoặc Ba Lan thực hiện, do tính chất bán quân sự của các cuộc giao tranh nên hành động tàn bạo do binh sĩ hoặc lực lượng bán quân sự của cả hai bên thực hiện.

## Hậu quả

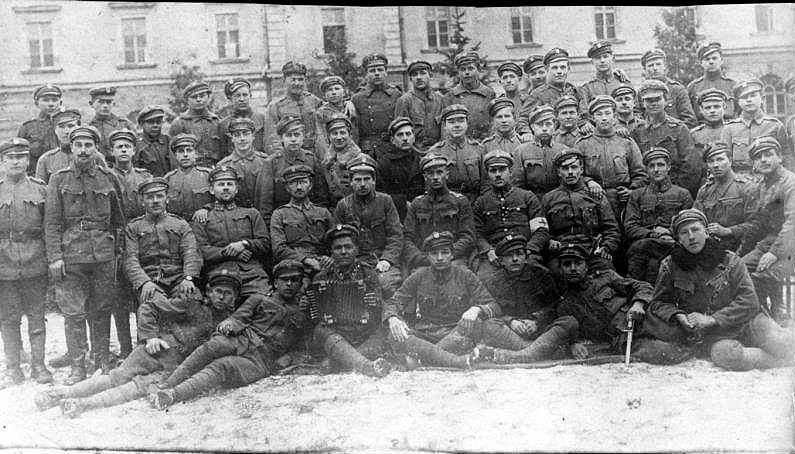
Chiến tranh Ba Lan–Ukraina 1918–1919. Những người Ba Lan phòng thủ Chyrów (nay là Khyriv) với học viện dòng Jesuit tại hậu cảnh, 1919.

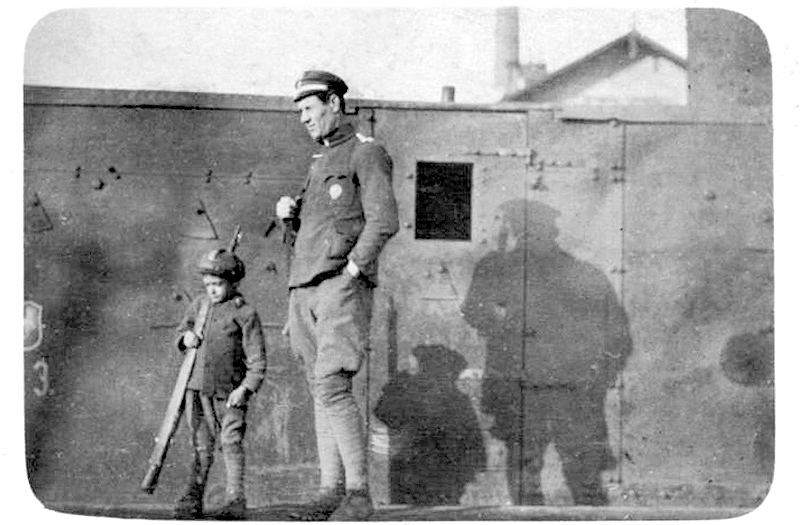
Tàu bọc thép Ba Lan Sanok-Gromobój và người lính Ba Lan Wiktor Borczyk cùng con trai ông, 1918.

Khoảng 10.000 người Ba Lan và 15.000 người Ukraina chết trong cuộc chiến này, chủ yếu là binh sĩ. Các tù binh chiến tranh người Ukraina bị giam giữ trong các trại tù binh cũ của Áo tại Dąbie (Kraków), Łańcut, Pikulice, Strzałków và Wadowice.
Cả hai bên đều tiến hành bắt giữ hàng loạt thường dân. Đến tháng 7 năm 1919, có tới 25.000 người Ba Lan bị đưa vào các trại tập trung của Ukraina, tại Zhovkva, Zolochiv, Mykulyntsi, Strusiv, Yazlovets, Kolomyya và Kosiv. Thường dân, binh sĩ và linh mục Công giáo Ba Lan bị giam giữ trong những tháng mùa đông trong doanh trại không có hệ thống sưởi hoặc toa tàu với ít thức ăn, nhiều người sau đó chết vì lạnh, đói và bệnh thương hàn.
Sau chiến tranh, vào năm 1920–1921, hơn một trăm nghìn người bị chính phủ Ba Lan đưa vào các trại (thường được coi là trại giam hoặc đôi khi là trại tập trung). Trong nhiều trường hợp, tù nhân không được cung cấp thức ăn và chăm sóc y tế, một số bị bỏ đói, chết vì bệnh tật hoặc tự sát. Các nạn nhân không chỉ bao gồm binh lính và sĩ quan Ukraina mà còn cả các linh mục, luật sư và bác sĩ ủng hộ đại nghiệp Ukraina. Số người chết tại các trại này ước tính khoảng 20.000 người vì bệnh tật hoặc 30.000 người.
Sau chiến tranh, người Pháp vốn hỗ trợ Ba Lan về mặt ngoại giao và quân sự lúc này đã giành được quyền kiểm soát các mỏ dầu miền đông Galicia, dưới những điều kiện rất bất lợi cho Ba Lan.
Vào đầu Chiến tranh thế giới thứ hai, khu vực được được Liên Xô sáp nhập và thuộc về CHXHCNXV Ukraina. Theo các quyết định của Hội nghị Yalta, cư dân Ba Lan tại Đông Galicia bị tái định cư sang Ba Lan, biên giới của Ba Lan được chuyển về phía tây, khu vực này vẫn nằm trong Ukraina Xô viết sau chiến tranh và hiện tạo thành phần cực tây của Ukraina độc lập.

## Di sản
Mặc dù 70 đến 75 nghìn người chiến đấu trong Quân đội Galicia Ukraina chiến bại và Galicia trở thành lãnh thổ Ba Lan, nhưng trải nghiệm về việc tuyên bố thành lập một nhà nước Ukraina và chiến đấu vì nó giúp tăng cường và làm sâu sắc thêm đáng kể khuynh hướng dân tộc chủ nghĩa Ukraina tại Galicia. Kể từ thời kỳ giữa hai thế chiến, Galicia đã là trung tâm của chủ nghĩa dân tộc Ukraina.
Theo một nhà báo Ba Lan nổi tiếng giữa hai thế chiến, Chiến tranh Ba Lan–Ukraina là nguyên nhân chính dẫn đến thất bại trong việc thành lập một nhà nước Ukraina tại Kyiv vào cuối năm 1918 và đầu năm 1919. Trong thời điểm quan trọng đó, lực lượng Galicia đông đảo, có kỷ luật tốt và miễn nhiễm với khả năng cộng sản lật đổ, có thể làm cán cân quyền lực nghiêng về phía nhà nước Ukraina. Thay vào đó, lực lượng này tập trung toàn bộ nguồn lực vào việc bảo vệ quê hương Galicia của họ. Khi các lực lượng miền tây Ukraina chuyển về phía đông vào mùa hè năm 1919 sau khi họ bị người Ba Lan áp đảo, lực lượng Nga đã phát triển đáng kể và tác động của quân Galicia không còn mang tính quyết định nữa.
Sau chiến tranh, những binh sĩ Ukraina chiến đấu trở thành chủ đề của các bài hát dân gian và mộ của họ là địa điểm hành hương hàng năm tại miền tây Ukraina và vẫn tồn tại đến thời Xô viết bất chấp đàn áp của giới chức Liên Xô đối với những người tôn vinh binh sĩ Ukraina.
Đối với người Ba Lan sống tại Đông Galicia, chiến thắng của quân Ba Lan trước Quân đội Galicia Ukraina và viễn cảnh khu vực này trở thành một phần của Cộng hòa Ba Lan mới tái lập, sau 146 năm thống trị của ngoại bang đã gây ra một làn sóng phấn khích lớn. Trong những năm sau chiến tranh, những trận chiến như trận Lviv được ví như những tấm gương nổi bật về chủ nghĩa anh hùng và tính kiên cường của người Ba Lan. Những trẻ em và thanh niên bảo vệ nghĩa trang Łyczakowski, những người hy sinh mạng sống để bảo vệ thành phố, chẳng hạn như Jerzy Bitschan đã trở thành những cái tên quen thuộc tại Ba Lan trong thời kỳ giữa hai thế chiến.